# Číchov
Číchov (en allemand : Tschichau) est une commune du district de Třebíč, dans la région de Vysočina, en République tchèque. Sa population s'élevait à 229 habitants en 2020.

## Géographie
Číchov se trouve à 7 km à l'est-sud-est de Brtnice, à 12 km au nord-ouest de Třebíč, à 18 km au sud-est de Jihlava et à 130 km au sud-est de Prague.
La commune est limitée par Bransouze et Chlum au nord, par Červená Lhota à l'est, par Přibyslavice et Zašovice au sud, et par Radonín à l'ouest.

## Histoire
La première mention écrite de la localité date de 1104.

## Transports
Par la route, Číhalín se trouve à 14,5 km de Brtnice, à 10 km de Třebíč, à 27 km de Jihlava et à 154 km de Prague.